# Ballana ipis
Ballana ipis är en insektsart som beskrevs av Delong 1964. Ballana ipis ingår i släktet Ballana och familjen dvärgstritar. Inga underarter finns listade i Catalogue of Life.